# Mistrzostwa Europy w Biegach Przełajowych 2006
13. Mistrzostwa Europy w Biegach Przełajowych – zawody lekkoatletyczne, które odbyły się w mieście San Giorgio su Legnano we Włoszech w roku 2006.

## Rezultaty

### Mężczyźni

#### Indywidualnie
| Poz.   | Zawodnik               | Rezultat |
| ------ | ---------------------- | -------- |
| Złoto  | Mohamed Farah          | 27:56    |
| Srebro | Fernando Silva         | 28:03    |
| Brąz   | Juan Carlos de la Ossa | 28:06    |
| 4.     | Mustafa Mohamed        | 28:08    |
| 5.     | Khalid Zoubaa          | 28:16    |
| 6.     | Rui Pedro Silva        | 28:17    |
| 7.     | Driss El Himer         | 28:17    |
| 8.     | Mustapha Essaid        | 28:17    |
| 9.     | Luís Feiteira          | 28:21    |
| 10.    | Christian Belz         | 28:22    |

#### Drużynowo
| Poz.   | Zawodnik                                                                                      | Rezultat |
| ------ | --------------------------------------------------------------------------------------------- | -------- |
| Złoto  | Francja · Khalid Zoubaa · Driss El Himer · Mustapha Essaid · Driss Maazouzi                   | 33       |
| Srebro | Portugalia · Fernando Silva · Rui Pedro Silva · Luís Feiteira · Ricardo Ribas                 | 34       |
| Brąz   | Hiszpania · Juan Carlos de la Ossa · Carles Castillejo · Eliseo Martín · José Manuel Martínez | 44       |
| 4.     | Wielka Brytania · Mohamed Farah · Chris Thompson · Gavin Thompson · Michael Skinner           | 82       |
| 5.     | Włochy · Gabriele de Nard · Giovanni Gualdi · Umberto Pusterla · Ruggero Pertile              | 93       |

### Kategoria U-23

#### Indywidualnie
| Poz.   | Zawodnik               | Rezultat |
| ------ | ---------------------- | -------- |
| Złoto  | Barnabás Bene          | 23:14    |
| Srebro | Duško Markešević       | 23:16    |
| Brąz   | Daniele Meucci         | 23:16    |
| 4.     | Jewgienij Rybakow      | 23:17    |
| 5.     | Anatolij Rybakow       | 23:22    |
| 6.     | Sciapan Rahaucou       | 23:24    |
| 7.     | Mario Van Waeyenberghe | 23:25    |
| 8.     | Aleksiej Aleksandrow   | 23:26    |
| 9.     | Khalid Choukoud        | 23:29    |
| 10.    | Stefano la Rosa        | 23:29    |

#### Drużynowo
| Poz.   | Zawodnik                                                                                 | Rezultat |
| ------ | ---------------------------------------------------------------------------------------- | -------- |
| Złoto  | Rosja · Jewgienij Rybakow · Anatolij Rybakow · Aleksiej Aleksandrow · Dmitrij Nizielskij | 28       |
| Srebro | Włochy · Daniele Meucci · Stefano la Rosa · Martin Dematteis · Luca Tocco                | 78       |
| Brąz   | Polska · Kamil Murzyn · Łukasz Parszczyński · Artur Kozłowski · Hubert Pokrop            | 94       |
| 4.     | Irlandia · Joseph Sweeney · Mark Christie · Andrew Ledwith · Mick Clohisey               | 102      |
| 5.     | Wielka Brytania · Andy Vernon · Tom Humphries · Andrew Baker · Tom Russell               | 105      |

### Juniorzy

#### Indywidualnie
| Poz.   | Zawodnik           | Rezultat |
| ------ | ------------------ | -------- |
| Złoto  | Andrea Lalli       | 16:53    |
| Srebro | Siarhiej Czebiarak | 17:03    |
| Brąz   | Ciprian Şuhanea    | 17:06    |
| 4.     | Aleksiej Popow     | 17:12    |
| 5.     | Simone Gariboldi   | 17:14    |

#### Drużynowo
| Poz.   | Zawodnik                                                                          | Rezultat |
| ------ | --------------------------------------------------------------------------------- | -------- |
| Złoto  | Włochy · Andrea Lalli · Simone Gariboldi · Antonio Garavello · Merihun Crespi     | 68       |
| Srebro | Hiszpania · Mohamed Elbendir · Javier Garcia · Juan Antonio Pousa · Álvaro Lozano | 74       |
| Brąz   | Francja · Noureddine Smail · Mourad Amdouni · David Vuste · Anthony Gauthier      | 74       |
| 4.     | Turcja · Osman Baş · Adem Belir · Muğdat Öztürk · Ercan Muslu                     | 83       |
| 5.     | Wielka Brytania · Kevin Deighton · Jonathon Pepper · Lewis Timmins · Rory Fraser  | 97       |

### Kobiety

#### Indywidualnie
| Poz.   | Zawodnik            | Rezultat |
| ------ | ------------------- | -------- |
| Złoto  | Tetjana Hołowczenko | 25:17    |
| Srebro | Marija Konowałowa   | 25:18    |
| Brąz   | Olivera Jevtić      | 25:21    |
| 4.     | Anikó Kálovics      | 25:26    |
| 5.     | Julie Coulaud       | 25:28    |
| 6.     | Hayley Yelling      | 25:28    |
| 7.     | Nathalie De Vos     | 25:34    |
| 8.     | Joanne Pavey        | 25:38    |
| 9.     | Jéssica Augusto     | 25:38    |
| 10.    | Anália Rosa         | 25:45    |

#### Drużynowo
| Poz.   | Zawodnik                                                                             | Rezultat |
| ------ | ------------------------------------------------------------------------------------ | -------- |
| Złoto  | Portugalia · Jéssica Augusto · Anália Rosa · Leonor Carneiro · Mónica Rosa           | 47       |
| Srebro | Wielka Brytania · Hayley Yelling · Joanne Pavey · Liz Yelling · Kate Reed            | 47       |
| Brąz   | Francja · Julie Coulaud · Samira Chellah · Fatiha Klilech-Fauvel · Christelle Daunay | 69       |
| 4.     | Rosja · Marija Konowałowa · Alewtina Iwanowa · Inga Abitowa · Marina Iwanowa         | 88       |
| 5.     | Hiszpania · Rosa María Morató · Maria Azucena Diaz · Judith Plá · Irene Pelayo       | 94       |

### Kategoria U-23

#### Indywidualnie
| Poz.   | Zawodnik           | Rezultat |
| ------ | ------------------ | -------- |
| Złoto  | Binnaz Uslu        | 18:47    |
| Srebro | Fionnuala Britton  | 18:56    |
| Brąz   | Türkan Erişmiş     | 19:09    |
| 4.     | Aine Hoban         | 19:10    |
| 5.     | Adelina de Soccio  | 19:16    |
| 6.     | Wiktoria Truszenko | 19:19    |
| 7.     | Adriënne Herzog    | 19:20    |
| 8.     | Laura Kenney       | 19:23    |
| 9.     | Katarzyna Kowalska | 19:24    |
| 10.    | Anke Van Campen    | 19:34    |

#### Drużynowo
| Poz.   | Zawodnik                                                                       | Rezultat |
| ------ | ------------------------------------------------------------------------------ | -------- |
| Złoto  | Wielka Brytania · Aine Hoban · Laura Kenney · Claire Holme · Faye Fullerton    | 56       |
| Srebro | Polska · Katarzyna Kowalska · Sylwia Ejdys · Marta Wojtkuńska · Justyna Mudy   | 65       |
| Brąz   | Włochy · Adelina de Soccio · Sara Dossena · Giorgia Robaudo · Giulia Francario | 96       |
| 4.     | Holandia · Adriënne Herzog · Andrea Deelstra · Susan Kuijken · Yvonne Hak      | 97       |
| 5.     | Turcja · Binnaz Uslu · Türkan Erişmiş · Dudu Karakaya · Mülkiye Yılmaz         | 105      |

### Juniorki

#### Indywidualnie
| Poz.   | Zawodnik                  | Rezultat |
| ------ | ------------------------- | -------- |
| Złoto  | Stephanie Twell           | 12:33    |
| Srebro | Karoline Bjerkeli Grovdal | 12:36    |
| Brąz   | Ancuţa Bobocel            | 12:51    |
| 4.     | Emily Pidgeon             | 12:59    |
| 5.     | Wiktoria Iwanowa          | 13:08    |

#### Drużynowo
| Poz.   | Zawodnik                                                                            | Rezultat |
| ------ | ----------------------------------------------------------------------------------- | -------- |
| Złoto  | Wielka Brytania · Stephanie Twell · Emily Pidgeon · Sian Edwards · Abby Westley     | 21       |
| Srebro | Rosja · Wiktoria Iwanowa · Tatjana Szutowa · Jekatierina Gorbunowa · Alfia Kasanowa | 76       |
| Brąz   | Rumunia · Ancuţa Bobocel · Andreea David · Cristiana Frumuz · Daniela Donisa        | 83       |
| 4.     | Hiszpania · Marta Romo · Maria Sánchez · Cristina Jordán · Ainhoa Sanz              | 98       |
| 5.     | Niemcy · Julia Hiller · Carolin Ähling · Mira Glocker · Cornelia Schwennen          | 102      |